# Rektifikace (chemie)
Rektifikace je mnohonásobná částečná destilace. Provádí se zejména v rektifikačních kolonách. Lze si ji představit jako proces, při kterém oddestilujeme určité množství z výchozí směsi a poté jak destilační zbytek, tak destilát (v jiném destilátoru) podrobíme další částečné destilaci. Výsledkem rektifikace jsou rozdělené (dvě, případně více) složky, které mají blízký bod varu. Bez použití rektifikace by je bylo nutné dělit několikanásobnou destilací.

## Význam

### Frakcionace ropy
Ropa je směsí mnoha uhlovodíků, lišících se bodem varu, prakticky od pokojové teploty až přes 300 °C. Díky rektifikaci lze s použitím jedné kolony oddělit základní směsi (petroléter, lehký benzín, těžký benzín, atd.), přičemž spotřeba energie, kterou musíme k rozdělení dodat, je podstatně menší, než by byla u jednoduché destilace. Taktéž je složitost zařízení mnohem nižší, než by byla u odpovídajícího množství jednoduchých destilátorů.

### Výroba lihu jako paliva
Při jednoduché destilaci kvasu lze získat destilát s max. ca 21 obj.% alkoholu. Pro získání 85% ethanolu by bylo nutno destilovat celkem 4krát. Díky rektifikaci lze vyrábět i koncentrovanější alkohol a koncentraci destilátu odcházejícího z kolony řídit podle potřeby.

### Výroba těžké vody
Těžká voda má vyšší bod varu než lehká voda (101,42 °C vs. 100,00 °C). Díky existenci rektifikačních kolon s počtem několika set teoretických pater lze z normální vody oddělovat těžkou vodu. Tento proces lze použít i při získávání jiných "těžkých" izotopů lehkých prvků.